# بلفیوس
بلفیوس (انگلیسی: Belfius) شرکت خدمات مالی و بانکداری بلژیکی است، که در سال ۱۹۹۶ تأسیس شد.